# 혼다 다다유키
혼다 다다유키(일본어: 本多忠如, 1711년 ~ 1773년 11월 28일)는 일본 에도 시대의 다이묘로, 사가라번의 3대 번주이자, 이즈미번의 초대 번주이다. 어릴적 이름은 도키노스케(時之助)이며, 관위는 종5위하, 엣추노카미이다.
1711년 음력 9월, 사가라 번의 초대 번주인 혼다 다다하루의 맏아들인 고리야마 번주 혼다 다다나오의 삼남으로 태어났다. 1721년, 사가라 번 2대 번주였던 형 다다미치가 사망하자 그 뒤를 이어 3대 번주가 되었다. 1746년 음력 9월 25일, 이즈미 번으로 전봉되었고, 1754년 음력 8월 29일, 맏아들 다다카즈에게 번주직을 물려주고 은거하였다. 1773년, 63세의 나이로 사망하였다.
저서로는 『호산집』(壺山集)이 있다.
| 전임 혼다 다다미치 | 제3대 사가라번 번주 (혼다 가문) 1721년 ~ 1746년 | 후임 이타쿠라 가쓰키요 |

| 전임 이타쿠라 가쓰키요 | 제1대 이즈미번 번주 (혼다 가문) 1746년 ~ 1754년 | 후임 혼다 다다카즈 |